# ¿Lo tuyo cómo ye?
¿Lo tuyo cómo ye? es el tercer álbum de estudio del grupo asturiano Los Berrones, publicado por Pasión en 1992. El grupo grabó el disco en los estudios Quarzo de Madrid, al igual que su predecesor, Si rompe, que rompa (1990), y contó con la colaboración del músico Antonio Vega, quien tocó la guitarra en la canción "La pensionista".

## Lista de canciones
| N.º | Título                  | Duración |  |
| 1.  | «La de la tele»         |          |  |
| 2.  | «Manolo, por favor»     |          |  |
| 3.  | «Un mundu de llocos»    |          |  |
| 4.  | «Dar siempre la cara»   |          |  |
| 5.  | «Toi sanu»              |          |  |
| 6.  | «¿Lo tuyo cómo ye?»     |          |  |
| 7.  | «La pensionista»        |          |  |
| 8.  | «La clave setenta»      |          |  |
| 9.  | «Soi un inútil total»   |          |  |
| 10. | «Los del bote Pelargón» |          |  |